# Усманов, Гайса Идрисович
Гайса Идрисович Усманов (20.08.1922, Оренбургская область — 1993) — советский военнослужащий, участник Великой Отечественной войны, полный кавалер ордена Славы, командир разведывательного отделения 122-го гвардейского артиллерийского полка, гвардии старший сержант — на момент представления к награждению орденом Славы 1-й степени.

## Биография
Родился 20 августа 1922 года в селе Кряжлы Северного района Оренбургской области. Татарин. Окончил 7 классов. Работал трактористом в колхозе.
В июне 1941 года был призван в Красную Армию. С июля того же года участвовал в боях с немецко-вражескими захватчиками. Сражался на Юго-Западном, Сталинградском, Калининском, Воронежском, 2-м и 1-м Прибалтийских фронтах. Член ВКП/КПСС с 1944 года. На завершающем этапе войны служил в разведке 122-го гвардейского артиллерийского полка.
22 июня 1944 года во время боёв по прорыву обороны противника в районе Сиротино разведчик-наблюдатель гвардии младший сержант Усманов пробрался на нейтральную полосу, засёк огневые средства и передал координаты на батарею. По его целеуказаниям была уничтожена противотанковая батарея и подавлены 3 пулемета противника. 25 июня в числе первых переправился через реку Западная Двина близ деревни Балбечье и вывел из строя пулемет противника вместе с расчетом. Приказом от 9 июля 1944 года гвардии младший сержант Усманов Гайса Идрисович награждён орденом Славы 3-й степени.
В ночь на 5 октября 1944 года старший разведчик того же полка гвардии сержант Усманов участвовал в разведке боем у населённого пункта Куршинай. По его целеуказаниям были накрыты 3 пулеметные точки и минометная батарея. В ночь на 7 октября, находясь возле населённого пункта Триникяй, добыл сведения о скоплении танков противника и своевременно сообщил их на батарею. Приказом от 16 ноября 1944 года гвардии сержант Усманов Гайса Идрисович награждён орденом Славы 2-й степени.
22 февраля 1945 года перед наступлением близ населенного пункта Межиниеки гвардии старший сержант Усманов засёк координаты 2 дзотов и минометной батареи, которые были уничтожены. В наступательных боях истребил около 10 противников.
Указом Президиума Верховного Совета СССР от 29 июня 1945 года за образцовое выполнение заданий командования в боях с немецко-вражескими захватчиками на завершающем этапе Великой Отечественной войны гвардии старший сержант Усманов Гайса Идрисович награждён орденом Славы 1-й степени и стал полным кавалером ордена Славы.
В 1945 году гвардии старший сержант Усманов был демобилизован. Вернулся на родину. Жил в селе Степановка-2 Абдулинского района Оренбургской области. Работал в колхозе «Родина» в полеводческой бригаде, шофёром в торговом предприятии. Скончался в 1993 году.
Награждён орденами Отечественной войны 1-й степени, Славы 3-х степеней, медалями, в том числе двумя «За отвагу».